# La Esperantisto
La Esperantisto fou la primera revista en la llengua internacional esperanto. Aparegué per primera vegada al setembre del 1889 a Nürnberg. A causa de la censura russa, però també per problemes financers generals, deixà de publicar-se el 1895. Lingvo Internacia, editada a Suècia, ocupà el lloc.

## Nom
El primer número, de l'1 de setembre del 1889, portava el següent nom en esperanto: La Esperantisto. Gazeto por la amikoj de la lingvo Esperanto. Sub la kunlaborado de Dr. Esperanto (Dro L. Zamenhof) eldonata de Christian Schmidt, prezidanto de la klubo mondlingva en Nürnberg. Eliras unu fojon en la monato («L'Esperantista. Revista per als amics de la llengua Esperanto. Amb la col·laboració del Dr. Esperanto (Dr. L. Zamenhof), editada per Christian Schmidt, president del club multilingüe a Nürnberg. Ix una vegada el mes»).
Tot i que al principi el subtítol era també trilingüe —Germane Zeitschrift für die internationale Esperantosprache i France Gazette de la langue internationale Esperanto—, després de març de 1890 a penes aparegueren escrits en llengües nacionals.
L'article desaparegué del títol a partir d'abril del 1892. A partir de gener del 1893 la revista només tingué el títol en esperanto: Esperantisto. Monata gazeto de la lingvo internacia “Esperanto” («Esperantista. Revista mensual de la llengua internacional “Esperanto”»).
Encara que tots els números s'indicaven en llengua alemanya a la part de dalt de la darrera pàgina, els títols a la portada canviaren diverses vegades.

## Història
El primer número (de prova) de La Esperantisto constava de 8 pàgines i contenia l'article «Prospekto», en alemany, francés i esperanto; un article sobre l'esperanto i el volapük («Esperanto kaj Volapük») en alemany i esperanto; la poesia «Al la E-isto» amb traducció a l'alemany, i finalment bibliografia i anuncis sobre llibres de propera aparició.
A la darreria del 1889 la revista tenia 113 abonats, la majoria russos. La Esperantisto esdevingué aviat l'òrgan de difusió dels adeptes de diversos països, que abans no tenien gairebé cap enllaç més amb l'esperantisme a part de la correspondència amb el Dr. Zamenhof.
El 1890 La Esperantisto passà a les mans de Zamenhof, que amb moltes dificultats i despeses, a causa de la baixa xifra d'abonats, pogué fer aparéixer la revista. L'agost del 1891 va proposar la creació d'una Akcia Societo Esperantista (Societat Accionista Esperantista). Quasi al final d'aquell any les circumstàncies personals de Zamenhof es feren tan opressives que es va veure obligat a abandonar l'empresa.
Llavors va aparèixer W. H. Trompeter, un mecenes que li va oferir la suma necessària per sostindre la revista fins al 1894.
La publicació donà bons textos, que ajudaren a l'estudi i aprofundiment de la llengua i va possibilitar Zamenhof de donar explicacions generals a tots a través de les seues "Respondoj al amikoj" (Respostes als amics) i al mateix temps informar sobre el progrés de l'esperanto.
- A partir d'octubre del 1890 la revista estigué editada per Zamenhof,
- A partir de gener del 1892 estigué editada per Zamenhof i Trompeter, redactada per Zamenhof,
- a partir de gener del 1894 Trompeter fou editor-administrador i Zamenhof redactor,
- a partir de gener del 1895 Zamenhof fou redactor-editor.

## Censura russa
A la part literària aparegué (en el segon número del 1895) una traducció de la petita obra de Tolstoi «Prudència i creença». A causa d'això la censura russa prohibí l'entrada de La Esperantisto en Rússia, on la revista tenia la major part dels seus abonats.
El número de maig-juny del 1895 (núm. 5/6) fou l'últim número d'est òrgan, que al llarg de sis anys havia sigut el centre del moviment esperantista. Durant els mesos següents es va produir un desànim col·lectiu entre els esperantistes. En total isqueren 66 números.